# گتو کونو
گتو کونو یک محله یهودی‌نشین ایجاد شده توسط آلمان نازی در طول هولوکاست برای نگهداری یهودیان لیتوانی در کائوناس بود. در زمان اوج خود، دراین گتوی ۴۰٬۰۰۰ نفر نگهداری می‌شدند، بسیاری از آن‌ها بعداً به اتاق‌های گاز و اردوگاه‌های مرگ فرستاده شدند، یا در دژی نظامی به نام نهمین دژ به رگبار گلوله بسته شدند. ۵۰۰ نفر از یهودی‌ها در طی فراری بزرگ از اردگاه‌های کار اجباری و گتو فرار کردند و به پارتیزان‌های اتحاد جماهیر شوروی که در جنگل‌های جنوب شرقی لیتوانی و بلاروس مستقر بودند پیوستند.